# Blåkronad fruktduva
Blåkronad fruktduva (Ptilinopus monacha) är en fågel i familjen duvor inom ordningen duvfåglar.

## Utseende och läte
Blåkronad fruktduva är en liten och mestadels grön duva med blått i pannan och gult under stjärten. Hanen har tydligare blå panna, kantad av en tunn men välagränsad gul linje. Ungfåglar uppvisar gula kanter på vingfjädrarna. Lätet är ett mjukt, fallande och ihållande "woo-oo".

## Utbredning och systematik
Fågeln förekommer i norra Moluckerna (Halmahera, Ternate, Bacan och angränsande öar). Den behandlas som monotypisk, det vill säga att den inte delas in i några underarter.

## Levnadssätt
Blåkronad fruktduva hittas i låglänta områden och lägre kullar i olika typer av skogsmiljöer, som skogar, mangroveträsk och plantage. Den ses enstaka, vid fruktbärande träd i grupper.

## Status och hot
Arten har ett stort utbredningsområde, men tros minska i antal, dock inte tillräckligt kraftigt för att den ska betraktas som hotad. Internationella naturvårdsunionen IUCN listar arten som livskraftig (LC). Beståndet uppskattas till i storleksordningen 50 000 till 100 000 vuxna individer.